# Sinularia brassica
Sinularia brassica is een zachte koraalsoort uit de familie Alcyoniidae. De koraalsoort komt uit het geslacht Sinularia. Sinularia brassica werd in 1898 voor het eerst wetenschappelijk beschreven door May. 